# Света Недеља (Кукуш)
Света Недеља (грч. Αγία Κυριακή, Аја Киријаки) је насељено место у општини Кукуш у периферији Средишња Македонија, Грчка. Према попису из 2021. године било је 63 становника.
Према бугарском географу и историчару, Василу Канчову, у Светој Недељи је 1900. године живело 200 Турака. Године 1924. турско становништво је принудно исељено у Турску а на њихово место су насељене грчке избегличке породице. На попису из 1928. године Света Недеља је имала 377 становника. Село се раније звало Поторес.